# Heikki Ritavuori

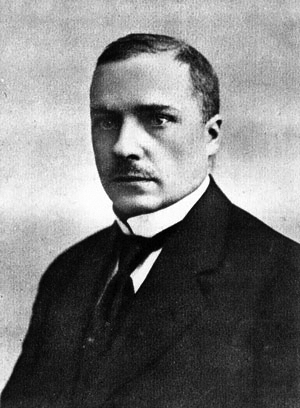
Heikki Ritavuori

Heikki Ritavuori (23 maart 1880, Turku - 14 februari 1922, Helsinki), achternaam tot 1906 Rydman, was een Finse advocaat, politicus van de Nationale Progressieve Partij, lid van het parlement van Finland en minister van Binnenlandse Zaken. Hij werd in februari 1922, op 41-jarige leeftijd, doodgeschoten voor de deur van zijn huis in Helsinki.

## Loopbaan
Ritavuori was een van de meest opvallende politici in de eerste jaren van de Finse onafhankelijkheid. Hij was al bekend met maatschappelijke vraagstukken toen hij in 1907 secretaris werd van de stichtingsraad van het parlement van Finland; hij was vooral gespecialiseerd in grondrechten en de positie van boeren. Als advocaat behandelde hij verscheidene zaken ter verdediging van de arme bevolking van Finland. In 1913 werd hij gekozen als parlementslid voor de zuidelijke verkiezingskring van de provincie Turku; in 1919 werd Ritavuori herkozen. In datzelfde jaar werd definitief besloten dat Finland een republiek zou worden; Ritavuori speelde in de besluitvorming als parlementslid een doorslaggevende rol.
Ritavuori was tweemaal minister van Binnenlandse Zaken. In die periode werd hij regelmatig geconfronteerd met activisten van extreemrechts. Vanwege de wetten om krijgsgevangenen gratie te verlenen, werd hij gebrandmerkt als de "rode minister".

## Aanslag op zijn leven

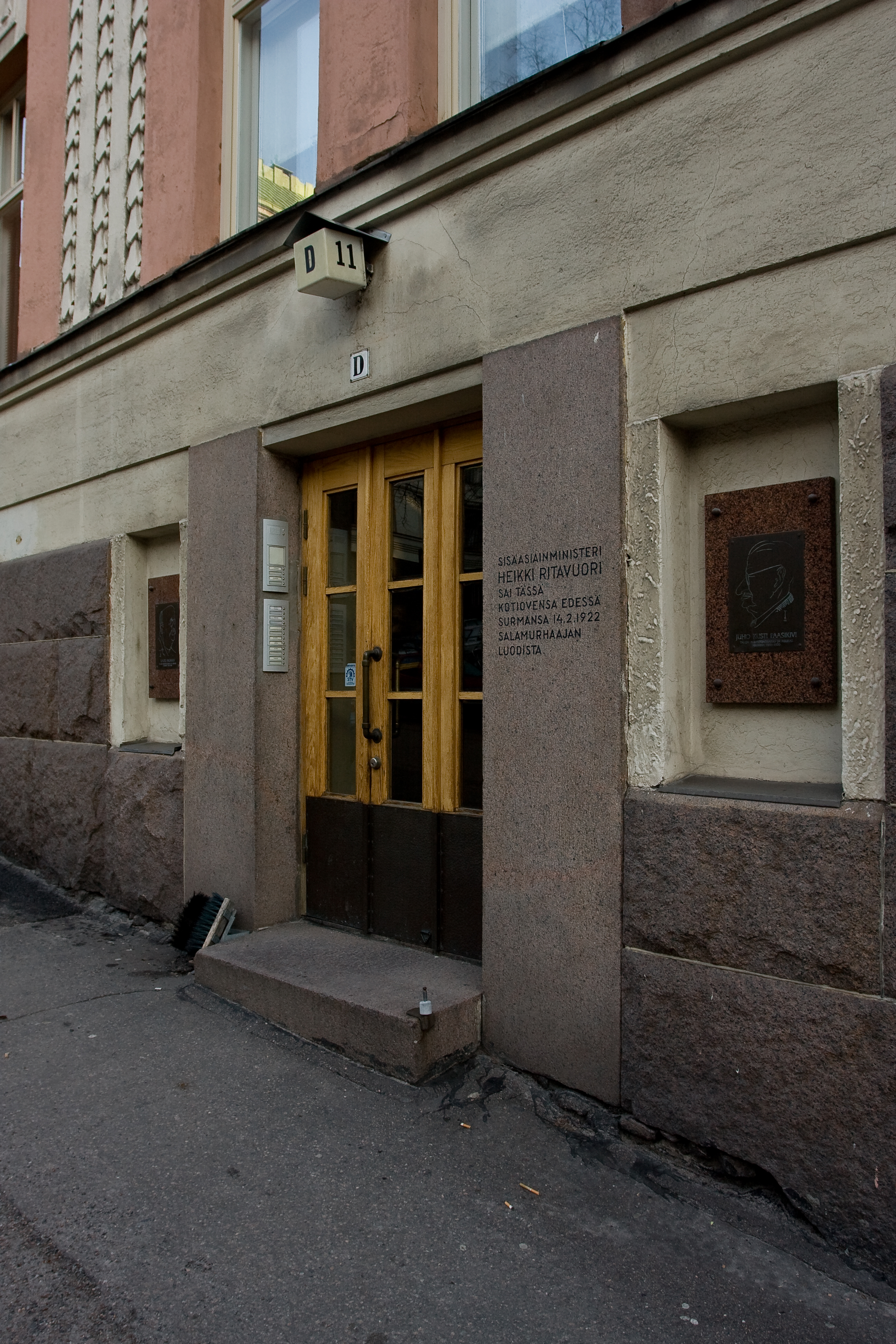
De plaats van de aanslag

Op 14 februari 1922 werd Heikki Ritavuori voor zijn huis aan Nervanderinkatu 11 in de wijk Etu-Töölö in Helsinki doodgeschoten door Ernst Tandefelt. Deze verklaarde dat hij op basis van krantenberichten tot de conclusie was gekomen dat Ritavuori een gevaar voor het land was, en dat hij moest worden geëlimineerd. In de rechtbank zei Tandefelt dat hij alleen had gehandeld. Hij werd aanvankelijk veroordeeld tot levenslang dwangarbeid; de straf werd later teruggebracht naar 12 jaar dwangarbeid omdat Tandefelt ontoerekeningsvatbaar zou zijn. In latere publicaties kwam naar voren dat Tandefelt mogelijk tot zijn daad is aangezet door Fins-Zweedse activisten. Zij zouden Tandefelt het moordwapen en geld hebben gegeven.

## Overig
Heikki Ritavuori was de oudere broer van Eero Rydman, die twaalf jaar burgemeester van Helsinki was en in 1956 presidentskandidaat werd voor de Volkspartij van Finland.